# Eva Kristin Hansen
Eva Kristin Hansen (ur. 5 marca 1973 w Trondheim) – norweska polityk, działaczka Partii Pracy, parlamentarzystka, w 2021 przewodnicząca Stortingu.

## Życiorys
Kształciła się na Norweskim Uniwersytecie Naukowo-Technicznym, a także w Høgskolen i Oslo. Pracowała m.in. w sprzeciwiającej się przystąpieniu Norwegii do UE organizacji Nei til EU oraz w Norweskiej Konfederacji Związków Zawodowych. Zaangażowała się w działalność polityczną w ramach Partii Pracy. W latach 2000–2002 stała na czele jej młodzieżówki Arbeidernes Ungdomsfylking (AUF). Działała w samorządzie jako zastępczyni radnego okręgu Sør-Trøndelag (1995–1999) oraz radna rodzinnej miejscowości (2003–2005).
W 2005 po raz pierwszy uzyskała mandat deputowanej do Stortingu. Z powodzeniem ubiegała się o reelekcję w wyborach w 2009, 2013, 2017 i 2021. W październiku 2021 wybrana na stanowisko przewodniczącego norweskiego parlamentu. Ustąpiła z tej funkcji w następnym miesiącu w związku z kontrowersjami dotyczącymi korzystania przez nią z mieszkania służbowego.